# Liste der Kulturdenkmale in Schullwitz
Die Liste der Kulturdenkmale in Schullwitz umfasst jegliche Kulturdenkmale der Dresdner Gemarkung Schullwitz. Die Anmerkungen sind zu beachten.
Diese Liste ist eine Teilliste der Liste der Kulturdenkmale in Dresden. 

Diese Liste ist eine Teilliste der Liste der Kulturdenkmale in Sachsen.

## Legende
- Bild: Bild des Kulturdenkmals, ggf. zusätzlich mit einem Link zu weiteren Fotos des Kulturdenkmals im Medienarchiv Wikimedia Commons. Wenn man auf das Kamerasymbol klickt, können Fotos zu Kulturdenkmalen aus dieser Liste hochgeladen werden:
- Bezeichnung: Denkmalgeschützte Objekte und ggf. Bauwerksname des Kulturdenkmals
- Lage: Straßenname und Hausnummer oder Flurstücknummer des Kulturdenkmals. Die Grundsortierung der Liste erfolgt nach dieser Adresse. Der Link (Karte) führt zu verschiedenen Kartendiensten mit der Position des Kulturdenkmals. Fehlt dieser Link, wurden die Koordinaten noch nicht eingetragen. Sind diese bekannt, können sie über ein Tool mit einer Kartenansicht einfach nachgetragen werden. In dieser Kartenansicht sind Kulturdenkmale ohne Koordinaten mit einem roten bzw. orangen Marker dargestellt und können durch Verschieben auf die richtige Position in der Karte mit Koordinaten versehen werden. Kulturdenkmale ohne Bild sind an einem blauen bzw. roten Marker erkennbar.
- Datierung: Baubeginn, Fertigstellung, Datum der Erstnennung oder grobe zeitliche Einordnung entsprechend des Eintrags in der sächsischen Denkmaldatenbank
- Beschreibung: Kurzcharakteristik des Kulturdenkmals entsprechend des Eintrags in der sächsischen Denkmaldatenbank, ggf. ergänzt durch die dort nur selten veröffentlichten Erfassungstexte oder zusätzliche Informationen
- ID: Vom Landesamt für Denkmalpflege Sachsen vergebene, das Kulturdenkmal eindeutig identifizierende Objekt-Nummer. Der Link führt zum PDF-Denkmaldokument des Landesamtes für Denkmalpflege Sachsen. Bei ehemaligen Kulturdenkmalen können die Objektnummern unbekannt sein und deshalb fehlen bzw. die Links von aus der Datenbank entfernten Objektnummern ins Leere führen. Ein ggf. vorhandenes Icon  führt zu den Angaben des Kulturdenkmals bei Wikidata.

## Liste der Kulturdenkmale in Schullwitz
| Bild | Bezeichnung                                                      | Lage                                       | Datierung                                                          | Beschreibung | ID       |
| ---- | ---------------------------------------------------------------- | ------------------------------------------ | ------------------------------------------------------------------ | --- | -------- |
|      | Wohnstallhaus                                                    | Am Triebenberg 7 (Karte)                   | 1. Hälfte 19. Jh. (Wohnstallhaus)                                  | Gebäude mit holzverschaltem Obergeschoss und Giebel, massivem Erdgeschoss und Satteldach, als Zeugnis ländlicher Architektur und Volksbauweise baugeschichtlich von Bedeutung, als Teil der historisch gewachsenen und erhaltenen Dorfstruktur von Schullwitz ortsgeschichtlich von Belang                                                                                            | 09283557 |
|      | Seitengebäude eines Dreiseithofes                                | Am Triebenberg 8 (Karte)                   | 1. Hälfte 19. Jh. (Seitengebäude)                                  | Gebäude mit zweiriegeliegem Fachwerk im Obergeschoss, holzverschaltem zugewandtem Giebel, massivem Erdgeschoss und Satteldach, als Zeugnis ländlicher Architektur und Volksbauweise baugeschichtlich von Bedeutung, als Teil der historisch gewachsenen und erhaltenen Dorfstruktur von Schullwitz ortsgeschichtlich von Belang                                                       | 09283556 |
|      | Wohnhaus                                                         | Am Triebenberg 13 (Karte)                  | 1. Hälfte 19. Jh. (Bauernhaus)                                     | kleiner Fachwerkbau mit holzverschalten Giebeln und abgeschlepptem Satteldach, Gebäude als Zeugnis ländlicher Architektur und Volksbauweise baugeschichtlich von Bedeutung, als Teil der historisch gewachsenen und erhaltenen Dorfstruktur von Schullwitz ortsgeschichtlich von Belang                                                                                               | 09283553 |
|      | Mühlteich; Schulteich: Teich                                     | Bühlauer Straße (Karte)                    | 18./19. Jh. (Teich)                                                | vom Schullwitzbach durchflossen, in der Mitte durch Steg und hölzerne Brücke mit Sandsteinauflager in Mühlteich und Schulteich geteilt, ortsgeschichtlich von Bedeutung | 09283554 |
|      | Steinkreuz                                                       | Bühlauer Straße 3 (bei) (Karte)            | 14./15. Jh. (Mord- und Sühnekreuz)                                 | anlässlich des Todes eines Menschen durch Totschlag oder Unfall errichtetes kreuzförmiges Erinnerungsmal, so genanntes Mord- und Sühnekreuz, ortsgeschichtlich bedeutsam, besonderer Wert auch wegen des hohen Alters | 09305598 |
|      | Ehemaliges Wohnstallhaus                                         | Bühlauer Straße 6a (Karte)                 | 1. Hälfte 19. Jh. (Wohnstallhaus)                                  | Gebäude mit verputztem Fachwerkobergeschoss, holzverschaltem zugewandtem Giebel und Satteldach, als Zeugnis ländlicher Architektur und Volksbauweise baugeschichtlich von Bedeutung, als Teil der historisch gewachsenen und erhaltenen Dorfstruktur von Schullwitz ortsgeschichtlich von Belang                                                                                      | 09283549 |
|      | Gasthof in Ecklage und Scheune                                   | Bühlauer Straße 9 / Am Triebenberg (Karte) | 3. Viertel 19. Jh. (Gasthof)                                       | massive Putzbauten, Giebel des Hauptgebäudes mit Drillingsfenstern (Palladio-Motiv) und kleinem Oculus, als Zeugnis ländlicher Architektur baugeschichtlich von Bedeutung, als Teil der historisch gewachsenen und erhaltenen Dorfstruktur von Schullwitz ortsgeschichtlich von Belang                                                                                                | 09283574 |
|      | Taubenhaus                                                       | Bühlauer Straße 15 (Karte)                 | 19. Jh. (Taubenhaus)                                               | im Hof hinter Nummer 15, Zugang vom Triebenberg, hölzerner oktogonaler Bau mit Wetterhahn, wirtschaftsgeschichtlich von Bedeutung | 09283552 |
|      | Wohnstallhaus und Seitengebäude eines Dreiseithofes              | Bühlauer Straße 16; 16a (Karte)            | 1. Hälfte 19. Jh. (Wohnstallhaus), 1. Hälfte 19. Jh. (Dreiseithof) | Seitengebäude als Ausgedinge mit verputztem bzw. holzverschaltem Fachwerkobergeschoss, massivem Erdgeschoss mit Sandsteingewänden und Satteldach, Wohnstallhaus massiv, Hof als Zeugnis ländlicher Architektur und Volksbauweise baugeschichtlich von Bedeutung, als Teil der historisch gewachsenen und erhaltenen Dorfstruktur von Schullwitz ortsgeschichtlich von Belang          | 09283573 |
|      | Wohnstallhaus, Scheune, Hofeinfahrt und Pforte eines Bauernhofes | Bühlauer Straße 23 (Karte)                 | Mitte 19. Jh. (Wohnstallhaus), Mitte 19. Jh. (Zweiseithof)         | massive, verputzte Bauten mit Satteldächern, repräsentativer, ortstypischer steinsichtiger Giebel des Wohnstallhauses mit Drillingsfenstern (Palladio-Motiv) und kleinem Oculus, als Zeugnis ländlicher Architektur baugeschichtlich von Bedeutung, als Teil der historisch gewachsenen und erhaltenen Dorfstruktur von Schullwitz ortsgeschichtlich von Belang                       | 09283572 |
|      | Wohnstallhaus und Scheune eines Bauernhofes                      | Bühlauer Straße 24 (Karte)                 | 2. Hälfte 19. Jh. (Wohnstallhaus)                                  | massive, verputzte Bauten mit Satteldächern, repräsentativer, ortstypischer steinsichtiger Giebel des Wohnstallhauses mit Drillingsfenstern (Palladio-Motiv), Scheune teilweise holzverschalt, Gebäude als Zeugnis ländlicher Architektur baugeschichtlich von Bedeutung, als Teil der historisch gewachsenen und erhaltenen Dorfstruktur von Schullwitz ortsgeschichtlich von Belang | 09283571 |
|      | Wohnstallhaus und Seitengebäude eines ehemaligen Dreiseithofes   | Bühlauer Straße 28; 28a (Karte)            | 1. Hälfte 19. Jh. (Wohnstallhaus)                                  | Gebäude mit Fachwerkobergeschoss, verputzten Giebeln und Satteldach, als Zeugnis ländlicher Architektur und Volksbauweise baugeschichtlich von Bedeutung, als Teil der historisch gewachsenen und erhaltenen Dorfstruktur von Schullwitz ortsgeschichtlich von Belang | 09283569 |
|      | Kriegerdenkmal                                                   | Bühlauer Straße 28a (gegenüber) (Karte)    | bezeichnet 1895 (Kriegerdenkmal)                                   | Denkmal für die Gefallenen des deutsch-französischen Krieges 1870/71, mit Einfriedung – Obelisk, ortsgeschichtlich von Bedeutung. | 09283568 |
|      | Wohnstallhaus                                                    | Bühlauer Straße 30 (Karte)                 | 2. Hälfte 19. Jh. (Wohnstallhaus)                                  | massiver Bau mit Satteldach, repräsentativer, ortstypischer steinsichtiger Giebel des Wohnstallhauses mit Drillingsfenstern (Palladio-Motiv) und kleiner Vierpassöffnung, als Zeugnis ländlicher Architektur baugeschichtlich von Bedeutung, als Teil der historisch gewachsenen und erhaltenen Dorfstruktur von Schullwitz ortsgeschichtlich von Belang                              | 09283567 |
|      | Keller                                                           | Bühlauer Straße 31 (neben) (Karte)         | 19. Jh. (Keller)                                                   | direkt an der Straße gelegen, Natursteinmauerwerk, baugeschichtlich und ortsgeschichtlich von Bedeutung | 09283566 |
|      | Wohnstallhaus eines Zweiseithofes                                | Bühlauer Straße 36d (Karte)                | 1. Hälfte 19. Jh. (Wohnstallhaus)                                  | verputztes Gebäude mit holzverschaltem zugewandtem Giebel und Satteldach, als Zeugnis ländlicher Architektur baugeschichtlich von Bedeutung, als Teil der historisch gewachsenen und erhaltenen Dorfstruktur von Schullwitz ortsgeschichtlich von Belang | 09283562 |
|      | Wohnstallhaus                                                    | Bühlauer Straße 46 (Karte)                 | 1. Hälfte 19. Jh. (Wohnstallhaus)                                  | Gebäude mit Fachwerkobergeschoss, holzverschaltem zugewandtem Giebel und Satteldach, als Zeugnis ländlicher Architektur und Volksbauweise baugeschichtlich von Bedeutung, als Teil der historisch gewachsenen und erhaltenen Dorfstruktur von Schullwitz ortsgeschichtlich von Belang                                                                                                 | 09283561 |
|      | Wohnstallhaus                                                    | Bühlauer Straße 49 (Karte)                 | 1. Hälfte 19. Jh. (Wohnstallhaus)                                  | Gebäude mit verputztem Fachwerkobergeschoss, Wohnstallhaus im südlichen Bereich mit Anbau und Schleppdach, als Zeugnis ländlicher Architektur und Volksbauweise baugeschichtlich von Bedeutung, als Teil der historisch gewachsenen und erhaltenen Dorfstruktur von Schullwitz ortsgeschichtlich von Belang                                                                           | 09283578 |
|      | Wohnhaus in offener Bebauung                                     | Weißiger Straße 12 (Karte)                 | 19. Jh. (Wohnhaus)                                                 | Fachwerkhaus, markantes Kellergewölbe im Inneren, charakteristischer ländlicher Bau seiner Zeit, als Zeugnis ländlicher Architektur und Volksbauweise baugeschichtlich von Bedeutung, als Teil der historisch gewachsenen und erhaltenen Dorfstruktur von Schullwitz ortsgeschichtlich von Belang                                                                                     | 09283520 |
|      | Wegestein                                                        | Weißiger Straße 13 (bei) (Karte)           | 2. Hälfte 19. Jh. (Wegestein)                                      | Sandsteinstele mit vertieften Inschriftfeldern (Inschriften: Napoleonstein, Eschdorf, Weißig und Rossendorf einschl. Richtungsweiser), ortsgeschichtlich und verkehrsgeschichtlich von Bedeutung | 09305680 |

## Ehemalige Kulturdenkmale
| Bild                                    | Bezeichnung  | Lage                       | Datierung | Beschreibung | ID |
| --------------------------------------- | ------------ | -------------------------- | --------- | ------------ | -- |
| Direkt Bild zu diesem Denkmal hochladen | Bauerngehöft | Bühlauer Straße 20 (Karte) |           |              |    |
|                                         | Wohnhaus     | Bühlauer Straße 50 (Karte) |           |              |    |